# Stazione di Lagnasco
La stazione di Lagnasco era una fermata ferroviaria posta sulla linea Savigliano-Saluzzo-Cuneo che fino al 2003 serviva il centro abitato di Lagnasco.

## Storia
L'impianto sorse quale località intermedia del collegamento ferroviario fra Savigliano e Saluzzo promosso a partire dal 1851 dagli abitanti di Saluzzo; nel luglio 1853 venne presentata da parte della Società della Strada Ferrata da Torino a Savigliano la richiesta di autorizzazione  a studiare tale linea, il cui progetto di massima venne elaborato dall'ingegner Spurgazzi. La relativa concessione venne affidata nel febbraio 1855. I lavori furono portati a termine in tempo per l'apertura all'esercizio avvenuta il 1 gennaio 1857. Nel 1859 lo Stato rilevò l'esercizio della linea, e con esso quello della stazione, affidandolo in seguito alla SFAI.
In base alla legge "Baccarini" del 27 aprile 1885, la linea venne affidata alla Società per le Strade Ferrate del Mediterraneo, con servizi eserciti dalla Rete Mediterranea per poi passare, nel 1905, alle neocostituite Ferrovie dello Stato.
Lontana dal fronte della prima guerra mondiale e poco interessata anche dalle vicende della seconda, non costituendo obiettivo strategico primario, la fermata risentì di tali eventi solo per le conseguenti fluttuazioni della domanda di trasporto, iniziando nel secondo dopoguerra un periodo di costante calo dei proventi da traffico dovuto all'avvento della motorizzazione privata e a un orientamento comune non più favorevole al trasporto su ferro. Nel 2001 l'esercizio della linea passò alla neocostituita Rete Ferroviaria Italiana che due anni dopo dispose la soppressione della fermata.